# Lista dos 200 melhores cantores de todos os tempos segundo a revista Rolling Stone

Logo da revista Rolling Stone

200 Maiores Cantores de Todos os Tempos (do inglês: The 200 Greatest Singers of All Time - Rolling Stone) é uma atualização desta lista divulgada pela revista estadunidense Rolling Stone lançada no dia 1º de Janeiro de 2023 que elege os 200 maiores cantores de todos os tempos. Sua primeira edição - com apenas 100 melhores cantores - foi lançada em 2008 e teve diversas alterações, no entanto, Aretha Franklin, eleita como a maior cantora de todos os tempos permanece em ambas as listas. Nesta edição, três artistas brasileiros foram listados: Caetano Veloso, Gal Costa e João Gilberto, nas respectivas posições: 108, 90 e 81. Dentre os artistas que ainda não faleceram, Mariah Carey, Stevie Wonder, Beyoncé, Bob Dylan, Adele são os artistas mais bem posicionados. Dois artistas de K-pop foram contemplados na lista: Jung Kook do grupo BTS e IU, nas posições 191 e 135, respectivamente. Billie Eilish eleita na posição 198, é artista mais jovem da lista, com 21 anos.  
Após seu lançamento, a lista foi alvo de críticas e protestos, inclusive, após a não inclusão de Céline Dion, fãs foram até a frente dos escritórios da Rolling Stone em Nova Iorque protestar. O jornal estadunidense USA Today, trouxe diversos artistas que, em sua visão, foram esnobados: Celine Dion, Pink, Justin Bieber, Jennifer Hudson, Janet Jackson, Tony Bennett, Madonna, Nat King Cole e Dionne Warwick.

## Eleitos
Divulgada no site oficial da Rolling Stone estes são os artistas listados:

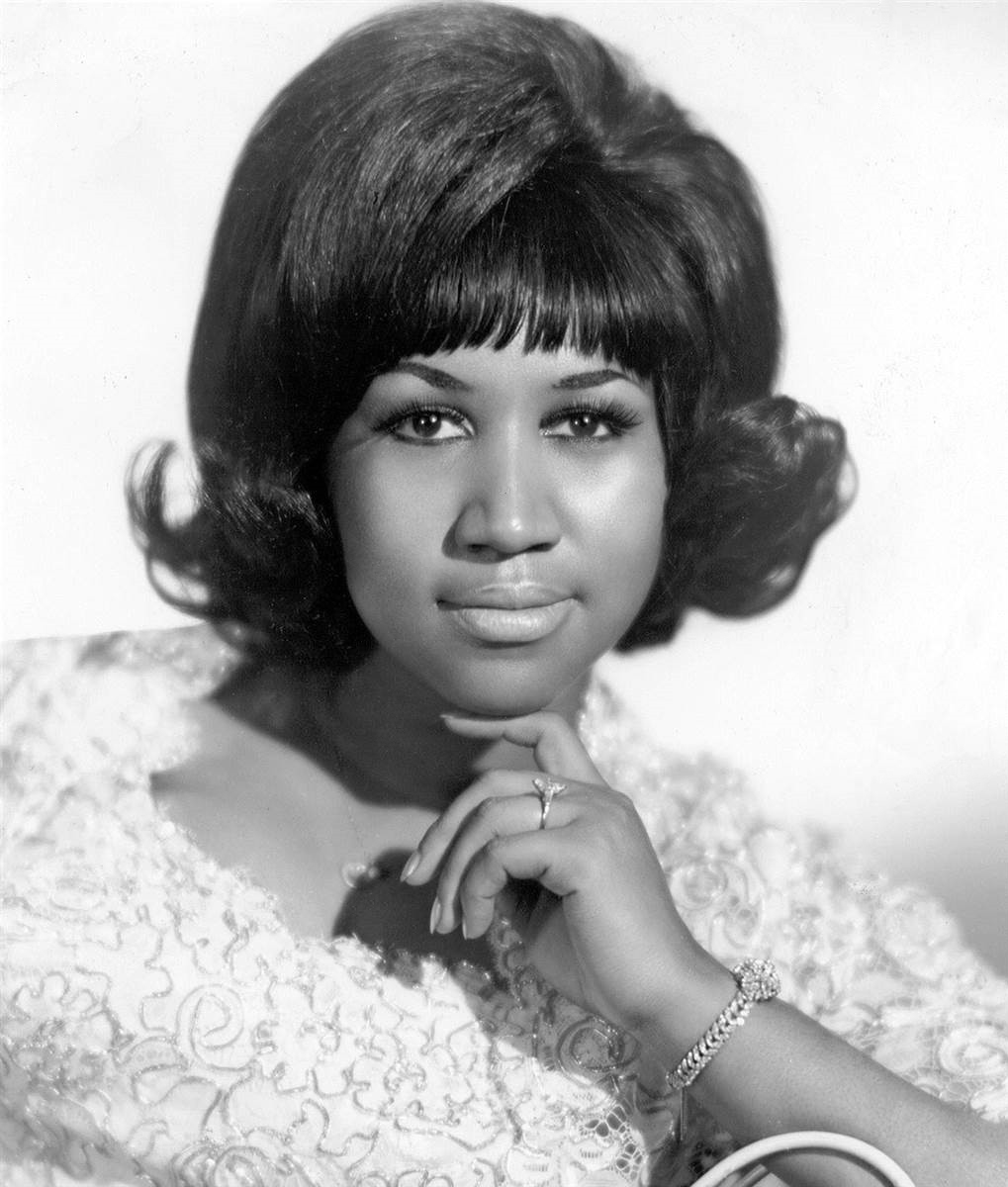
1. Aretha Franklin
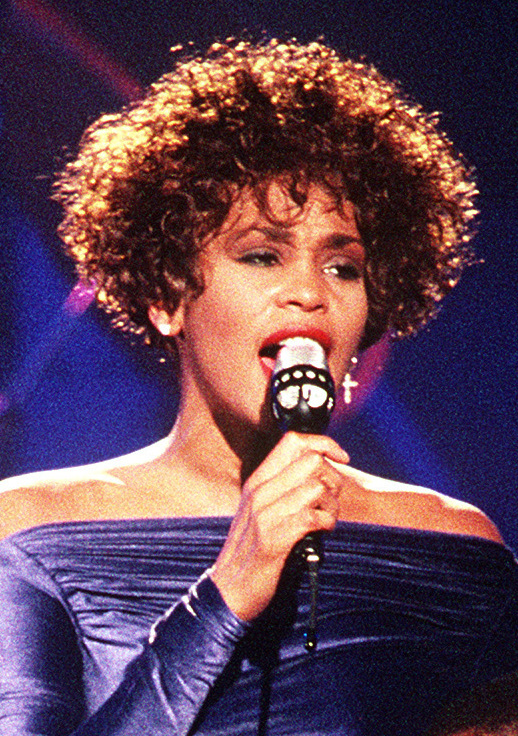
2. Whitney Houston
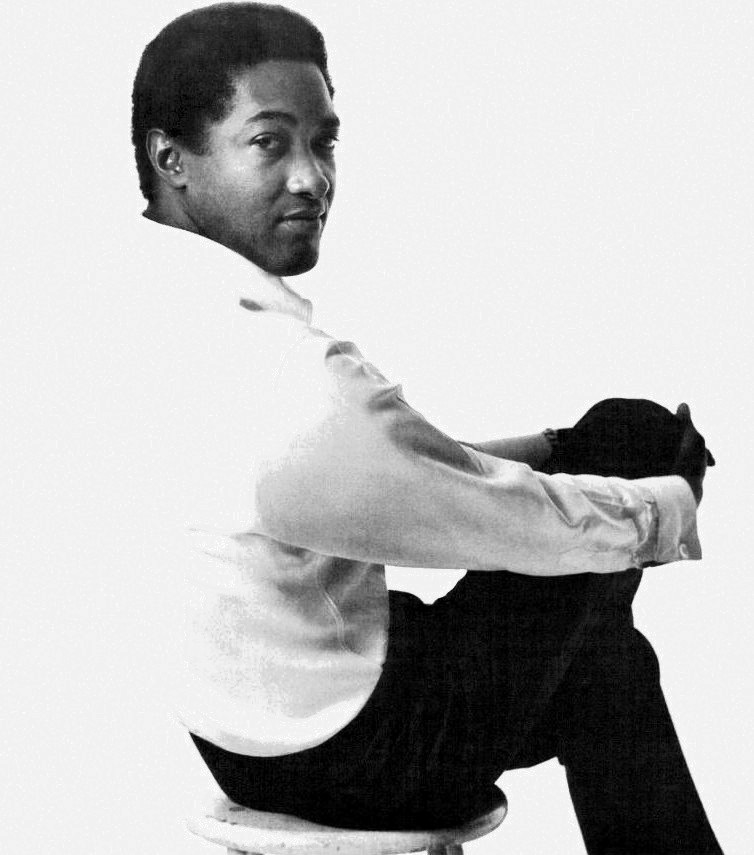
3. Sam Cooke
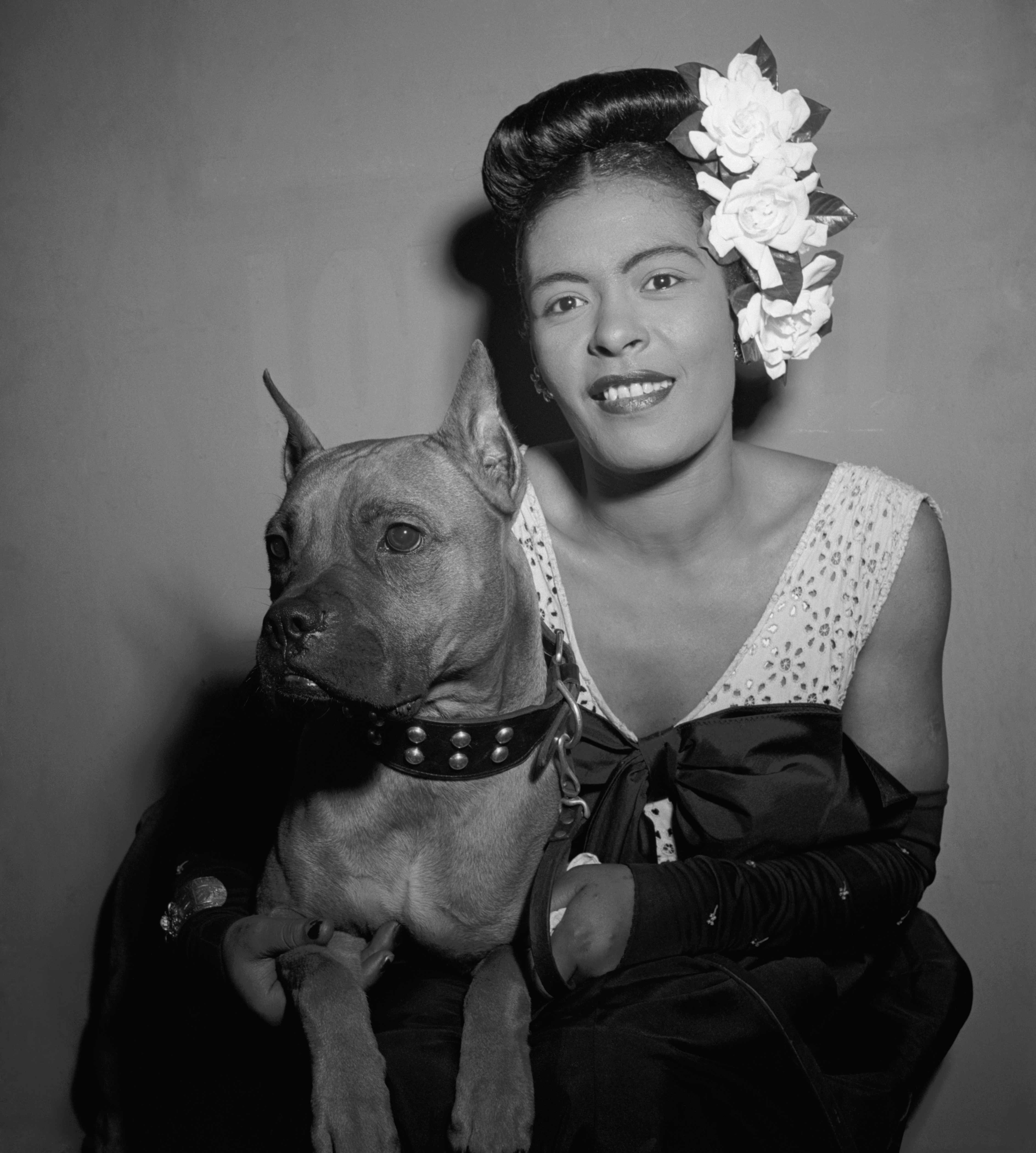
4. Billie Holiday
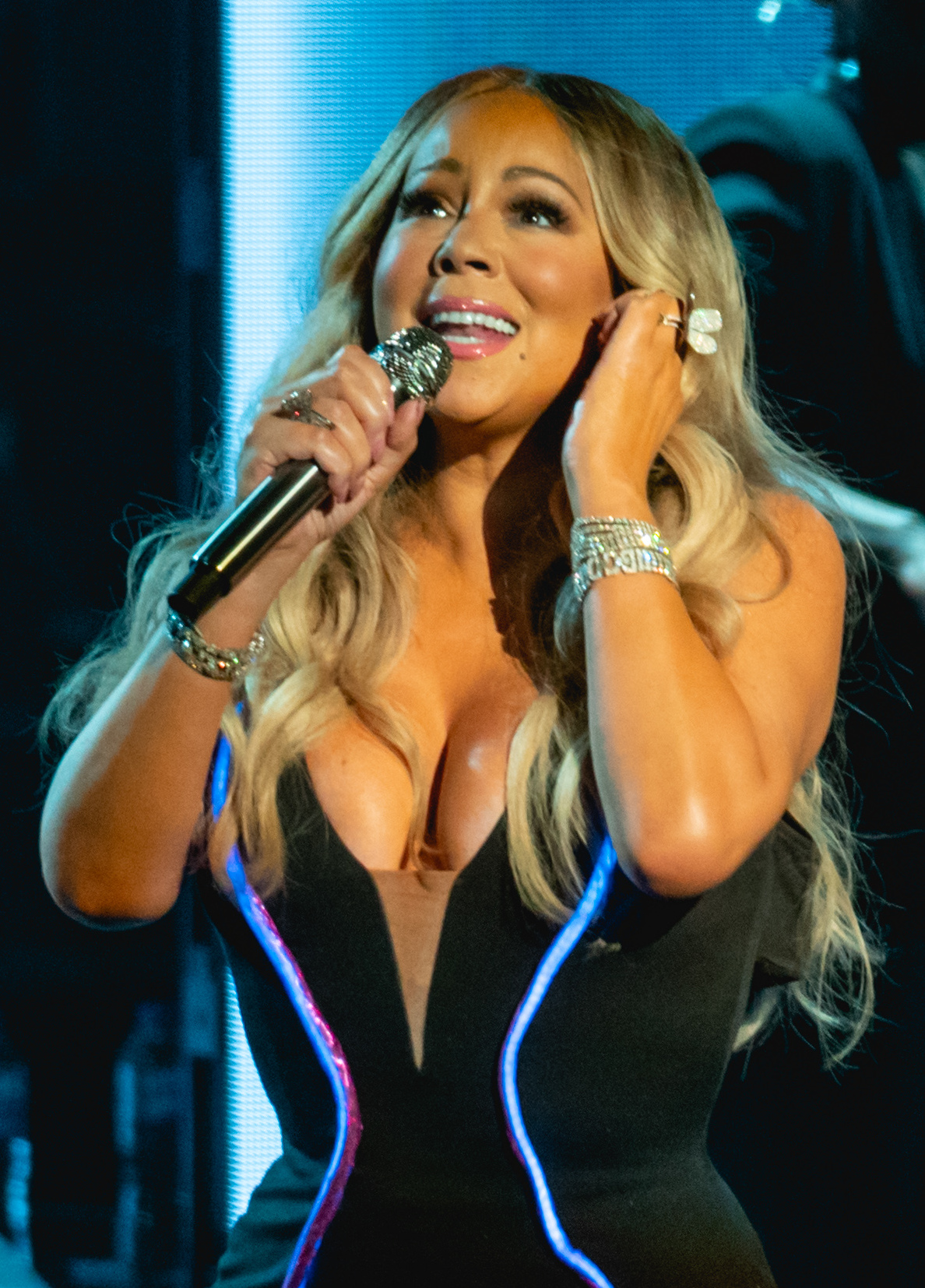
5. Mariah Carey
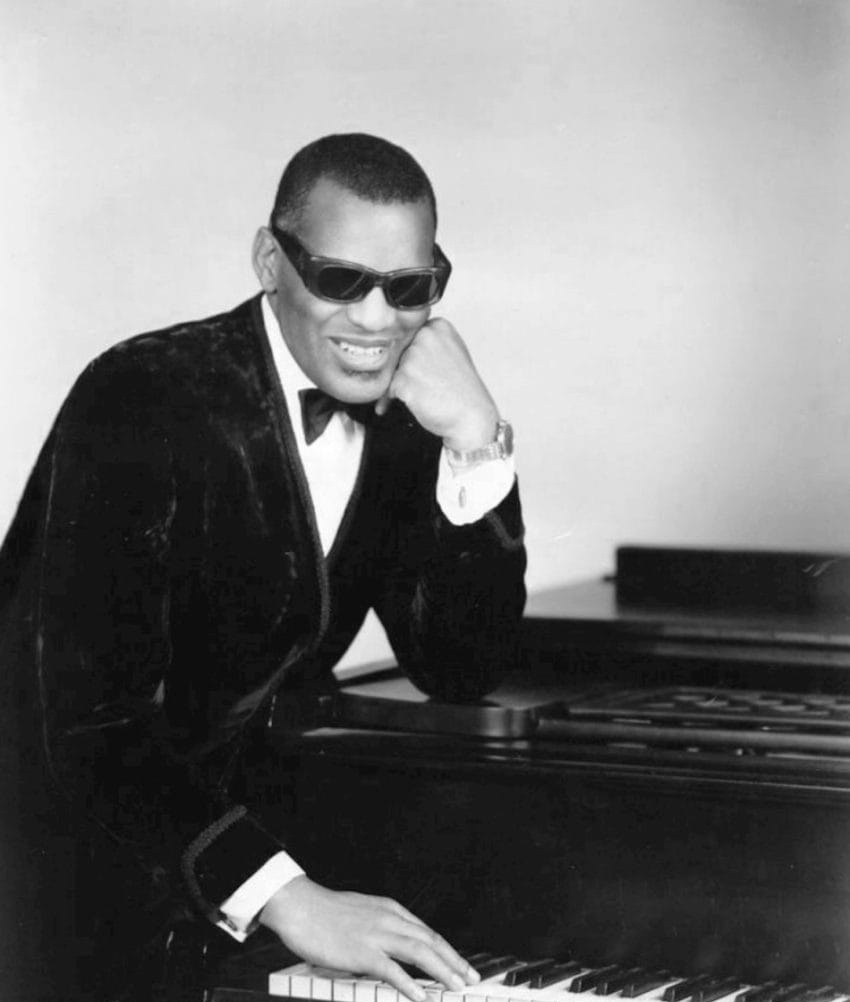
6. Ray Charles
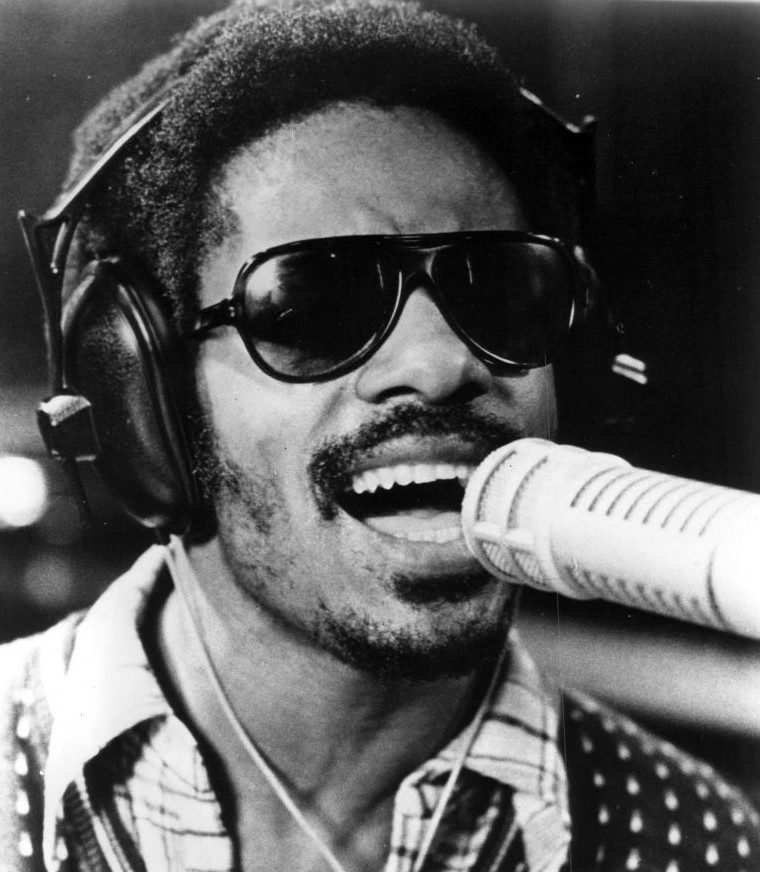
7. Stevie Wonder
8. Beyoncé
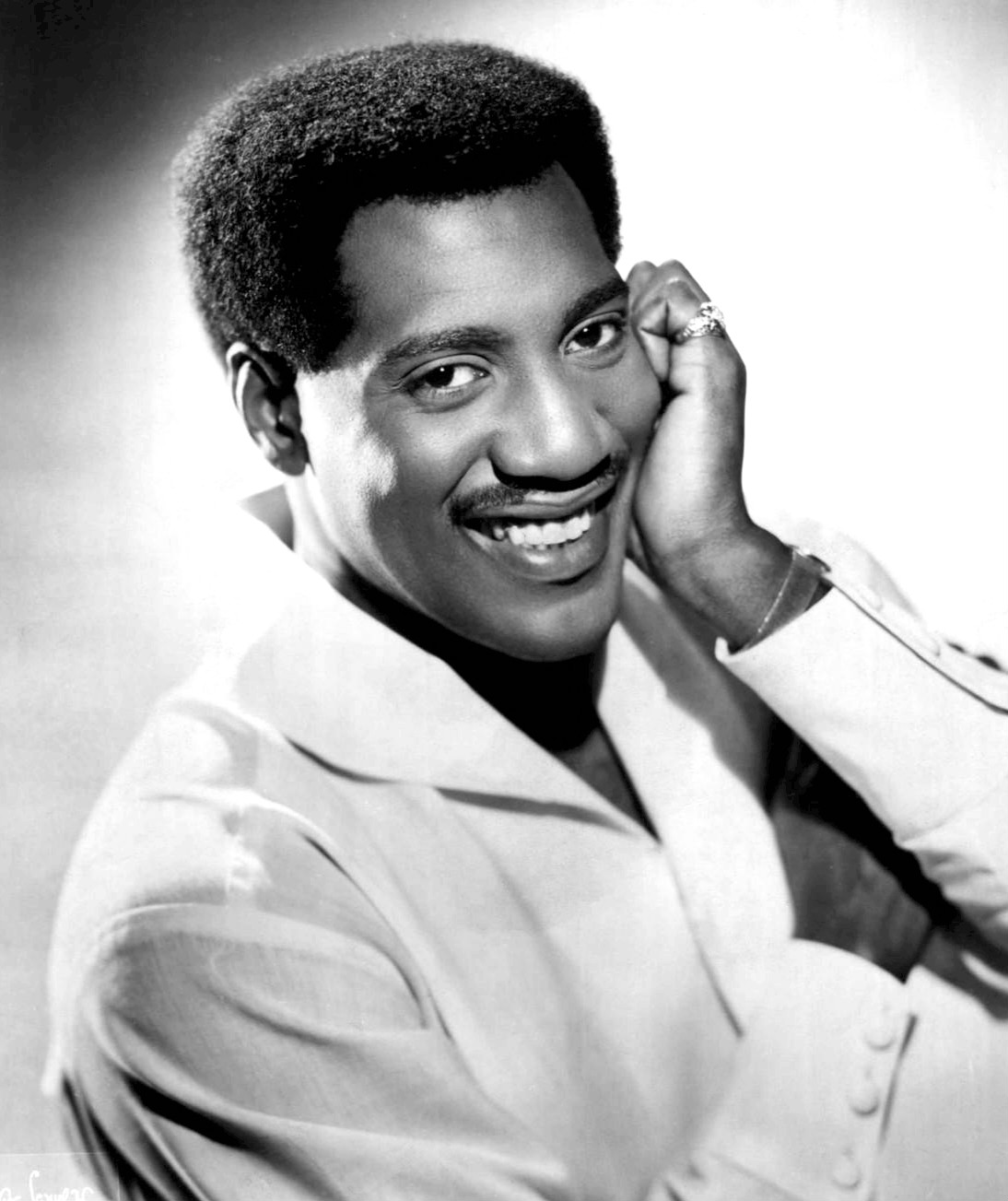
9. Otis Redding
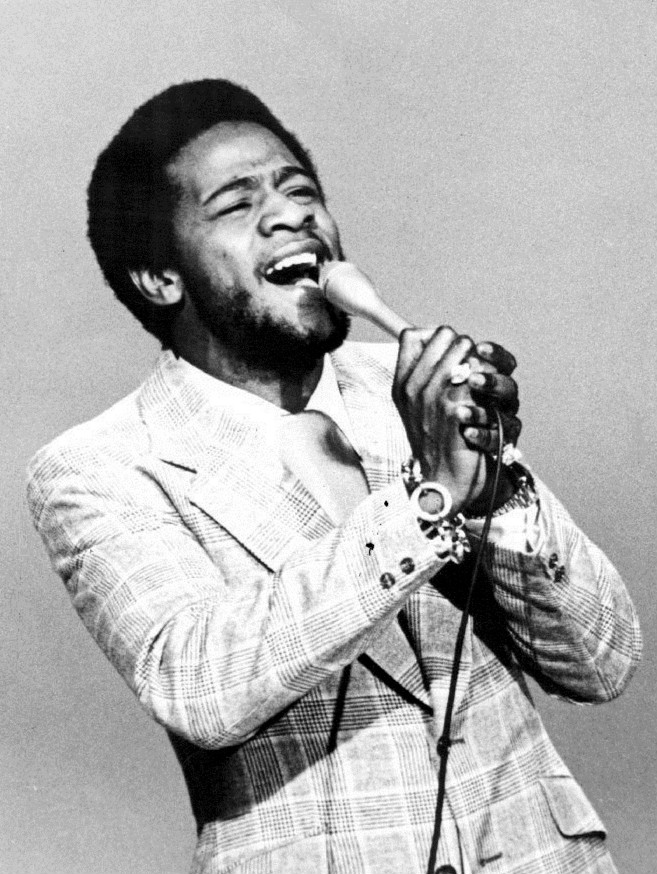
10. Al Green
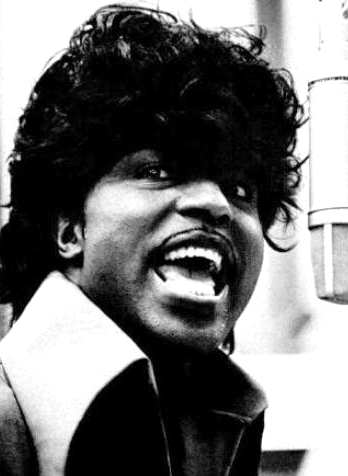
11. Little Richard
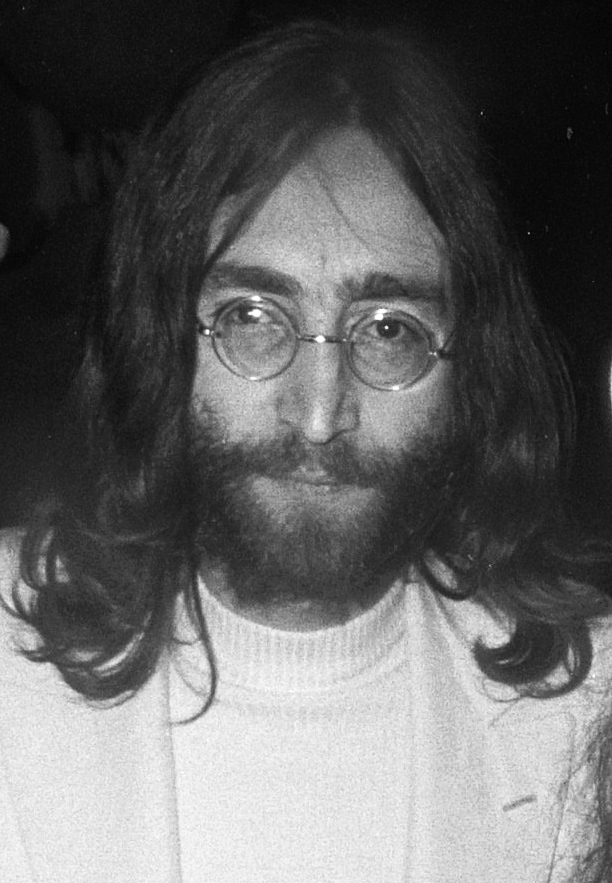
12. John Lennon
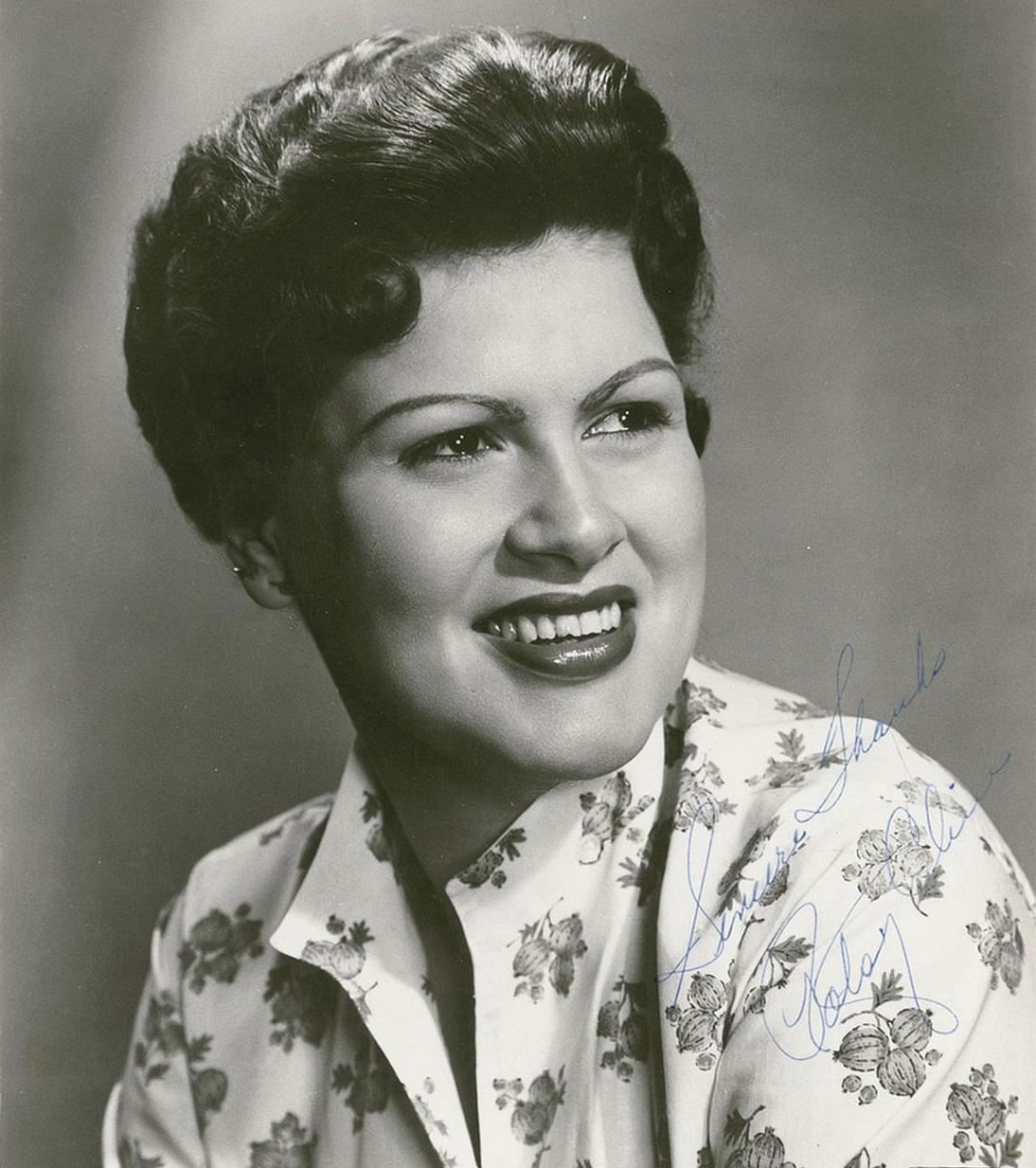
13. Patsy Cline
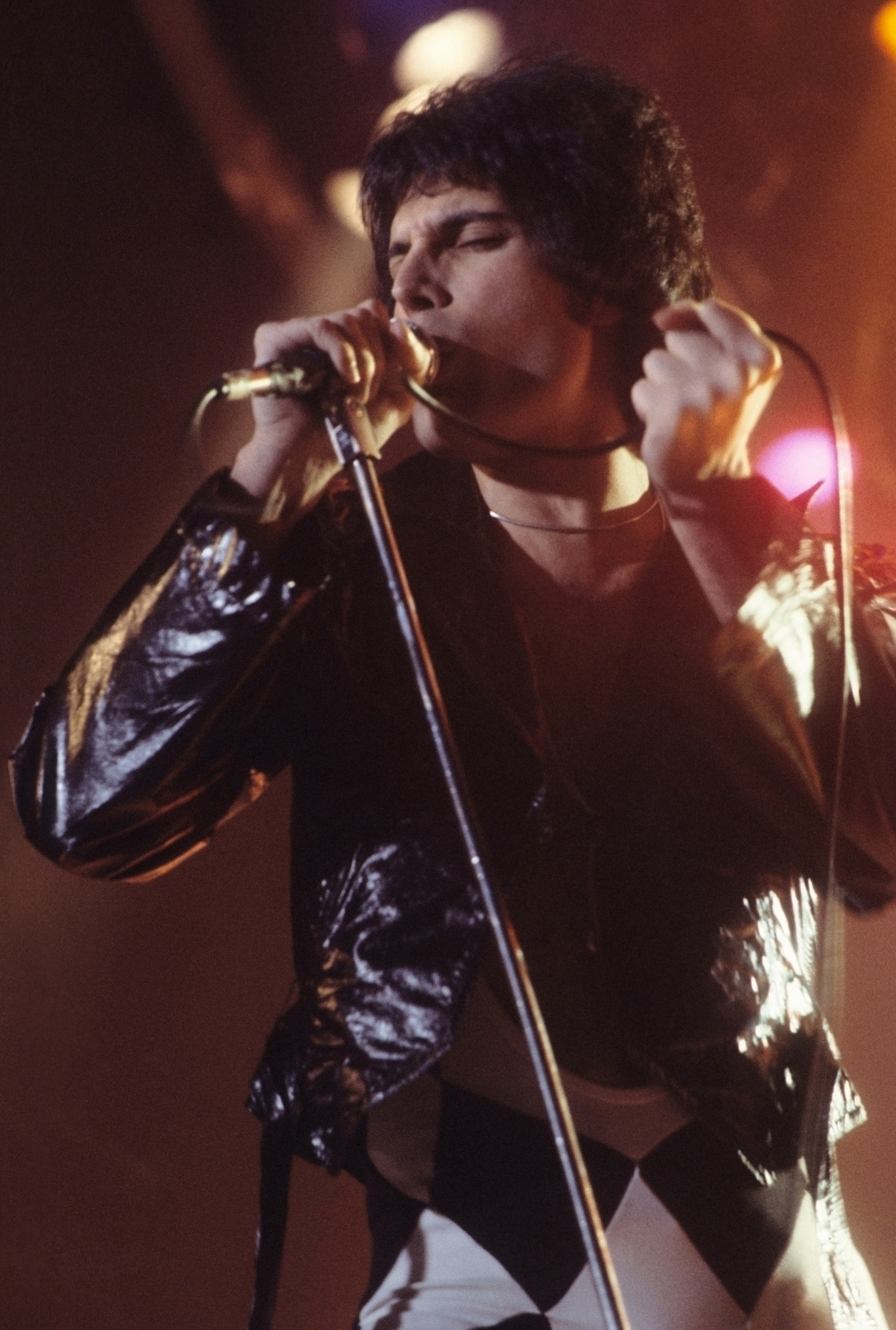
14. Freddie Mercury
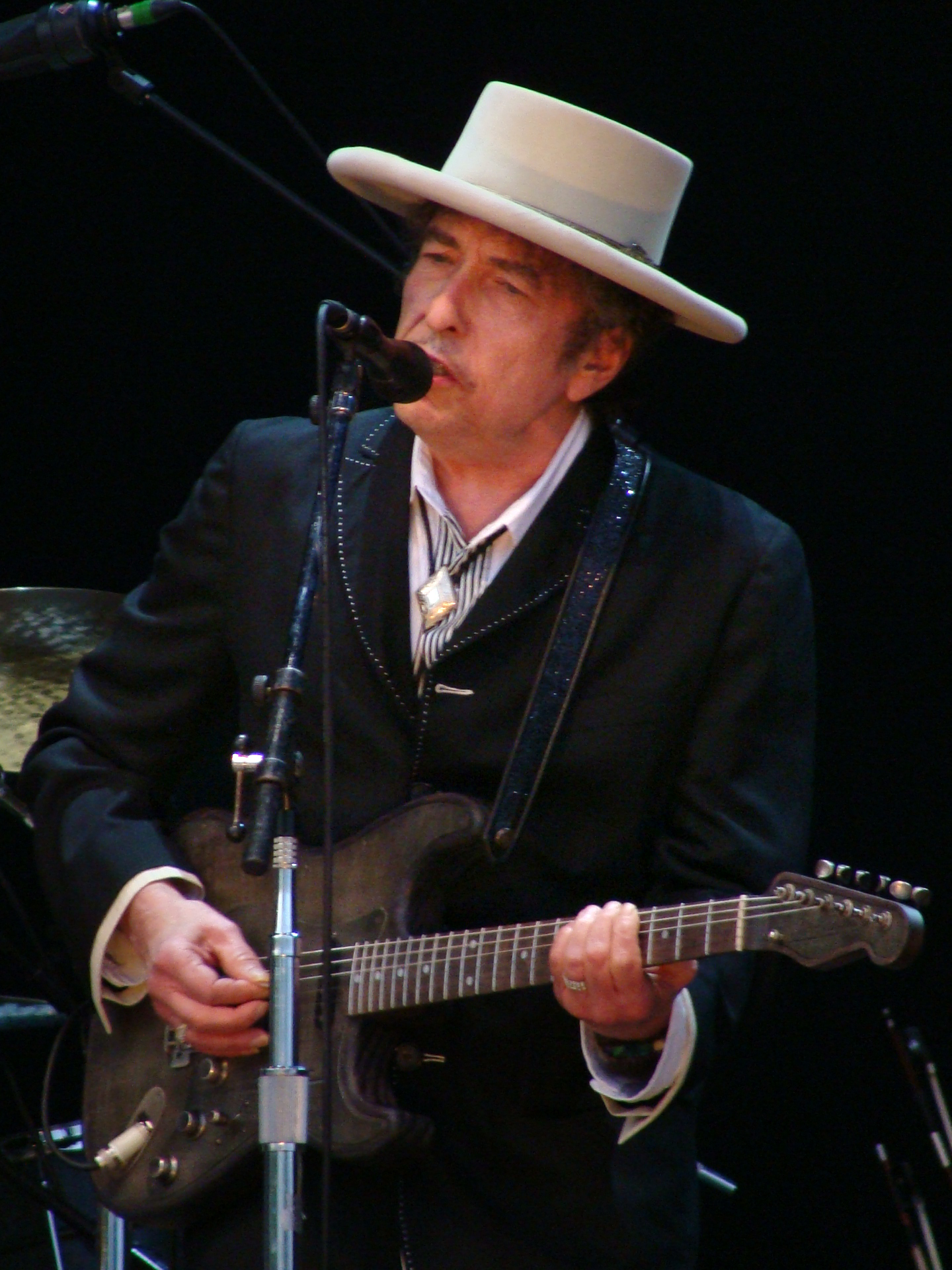
15. Bob Dylan
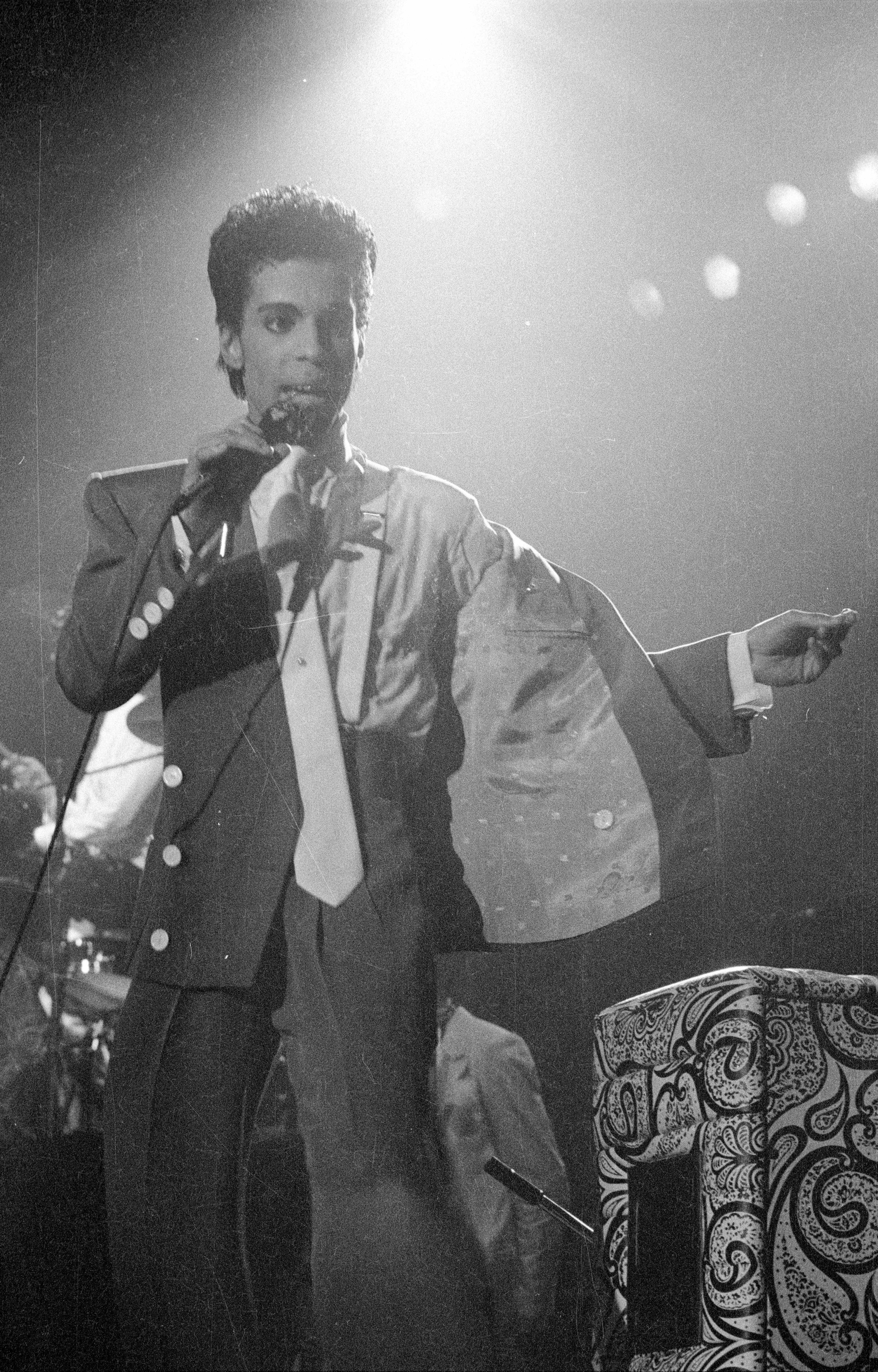
16.Prince
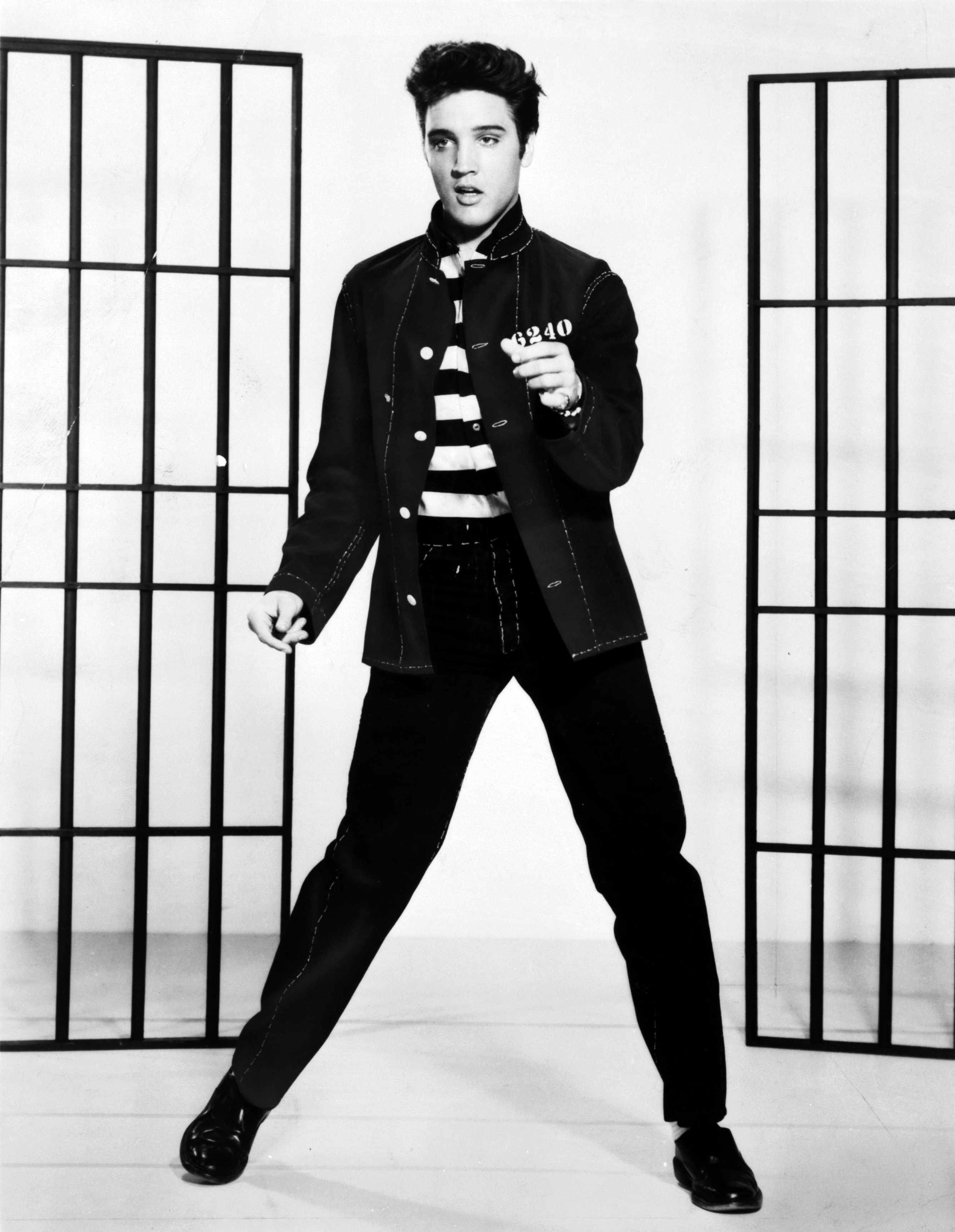
17. Elvis Presley
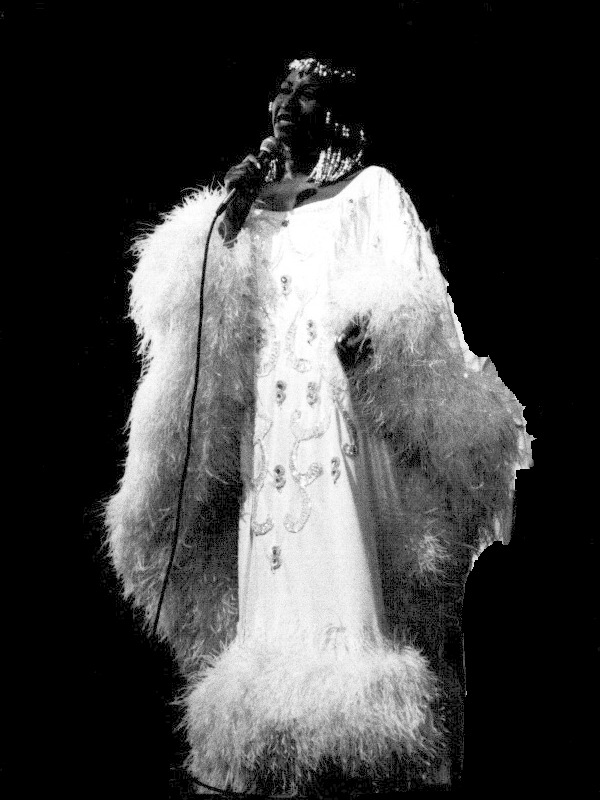
18. Celia Cruz
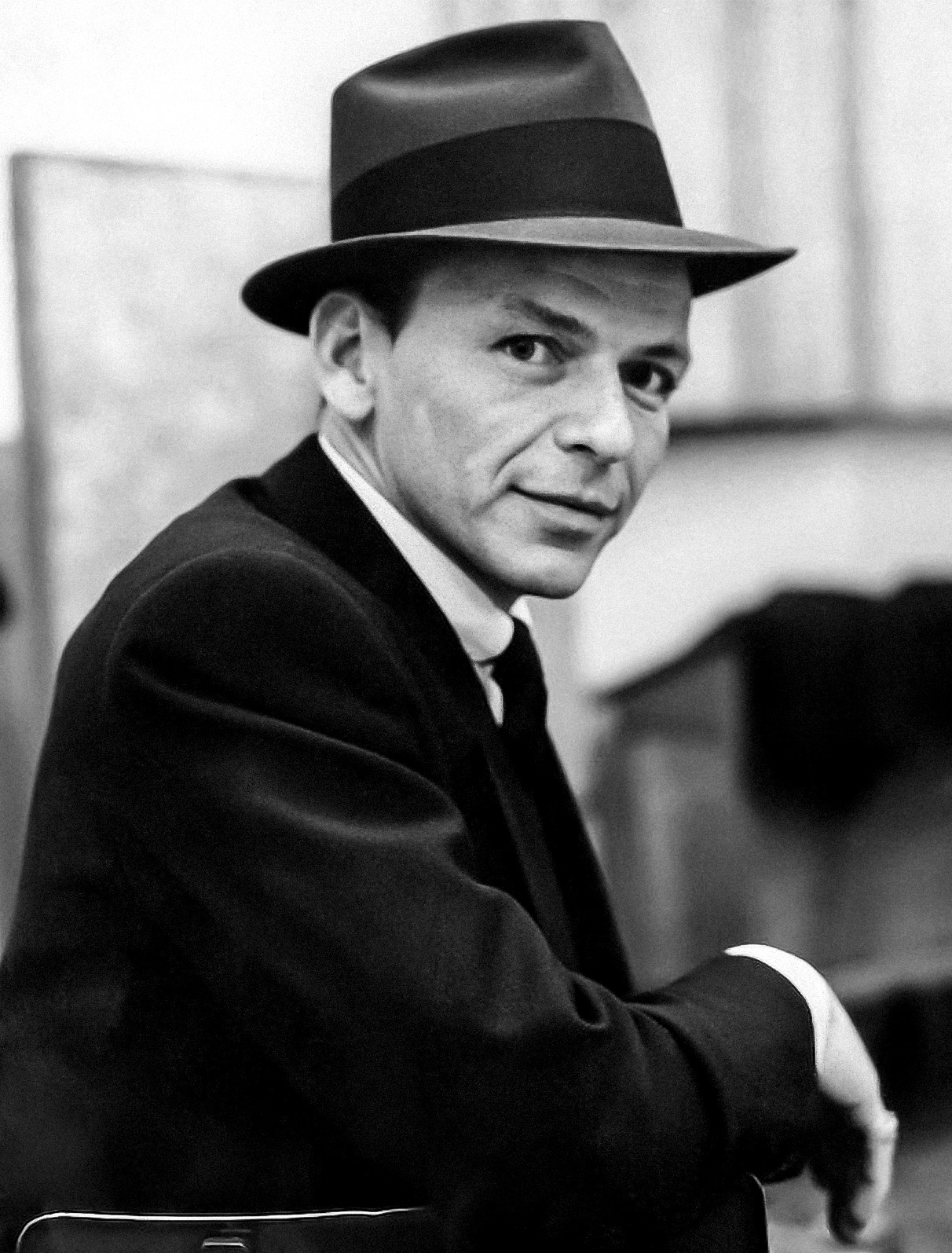
19. Frank Sinatra
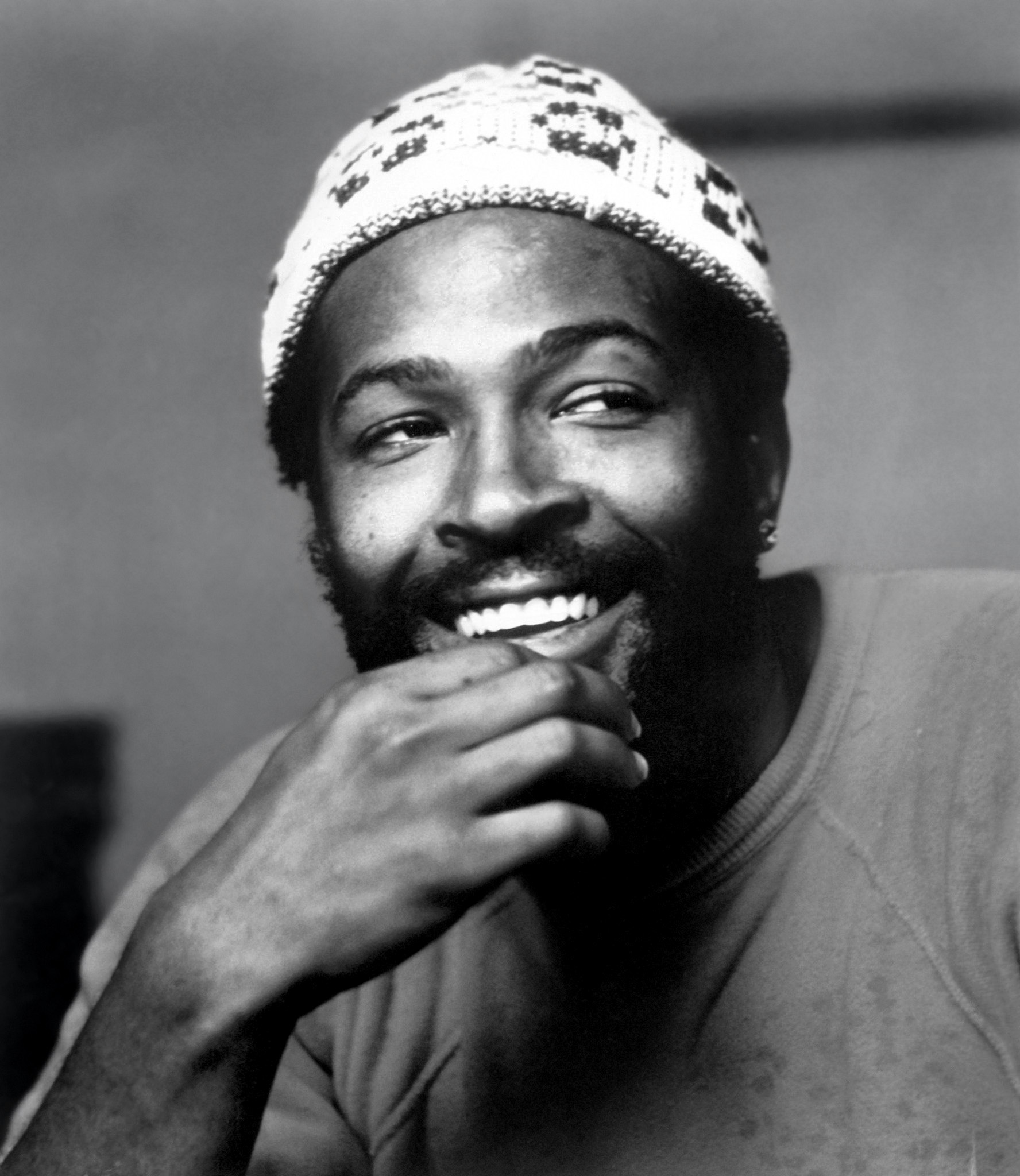
20. Marvin Gaye
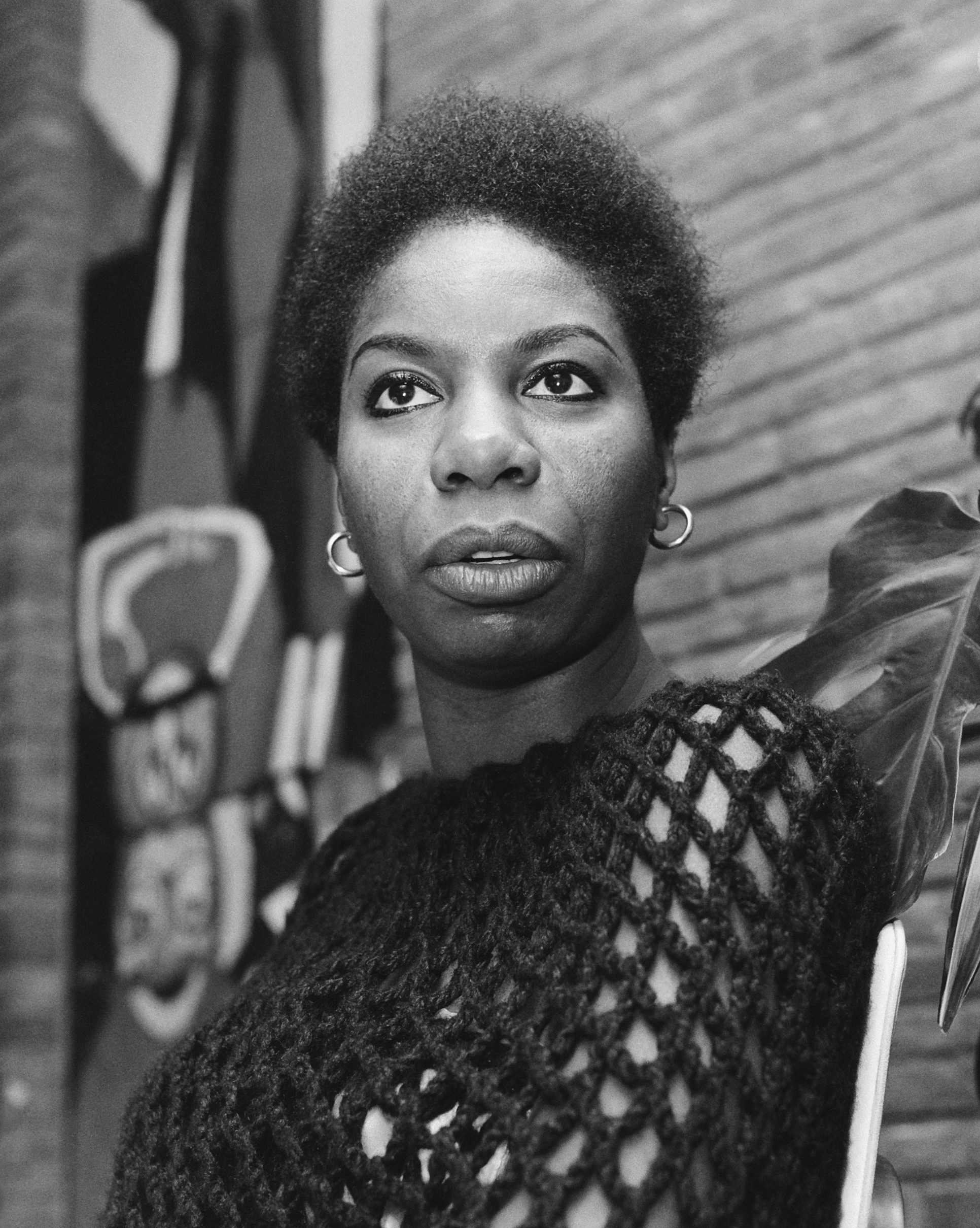
21. Nina Simone
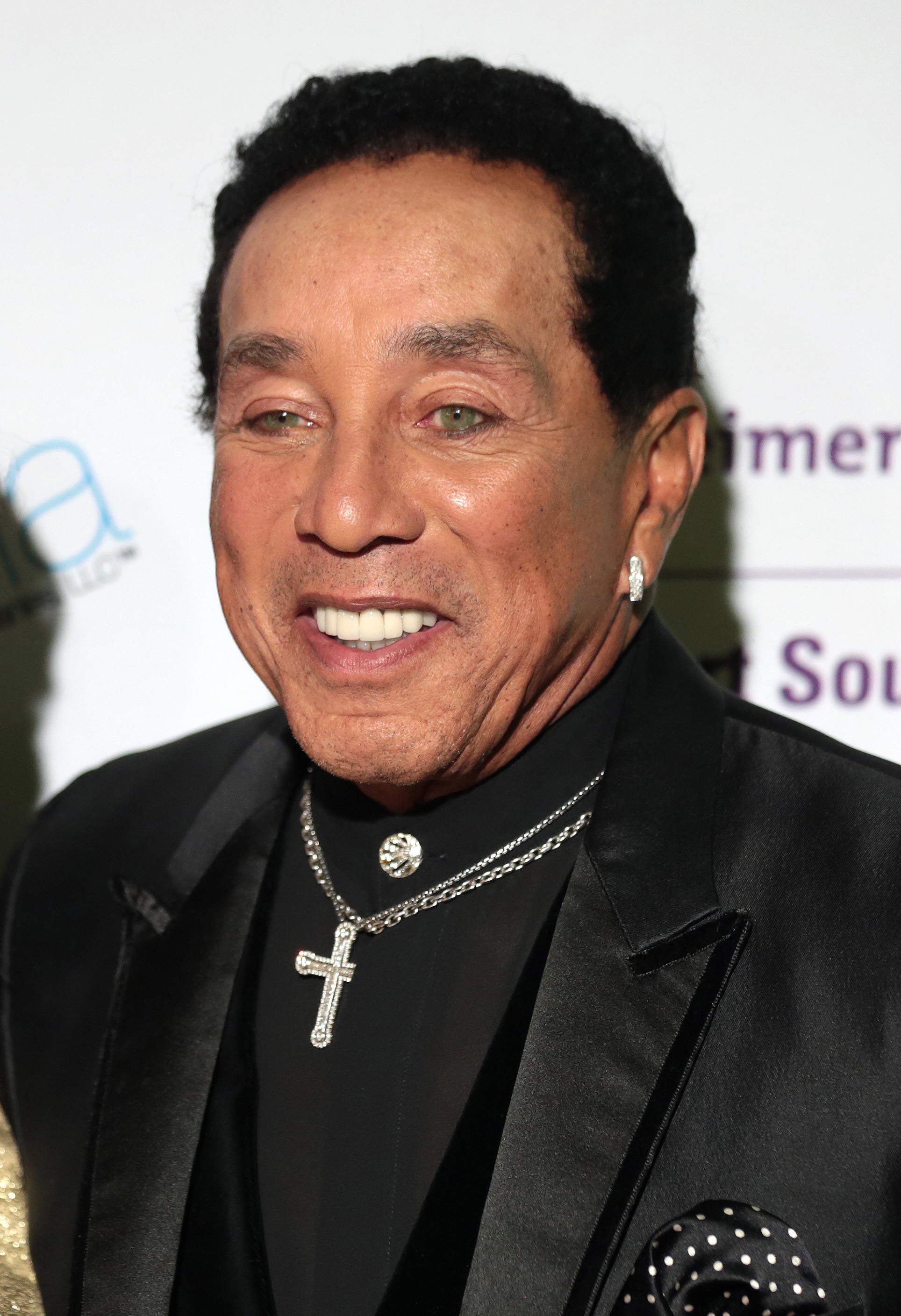
23. Smokey Robinson
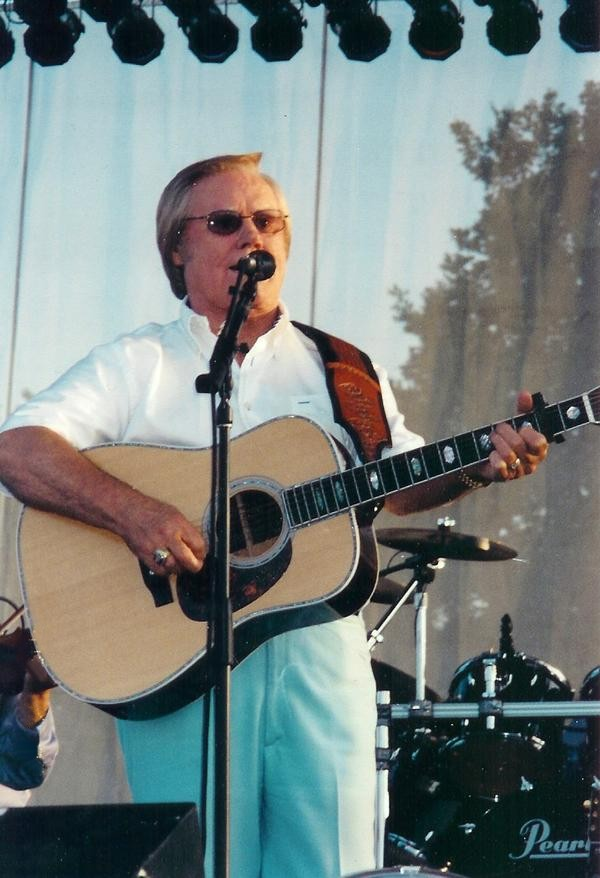
24. George Jones
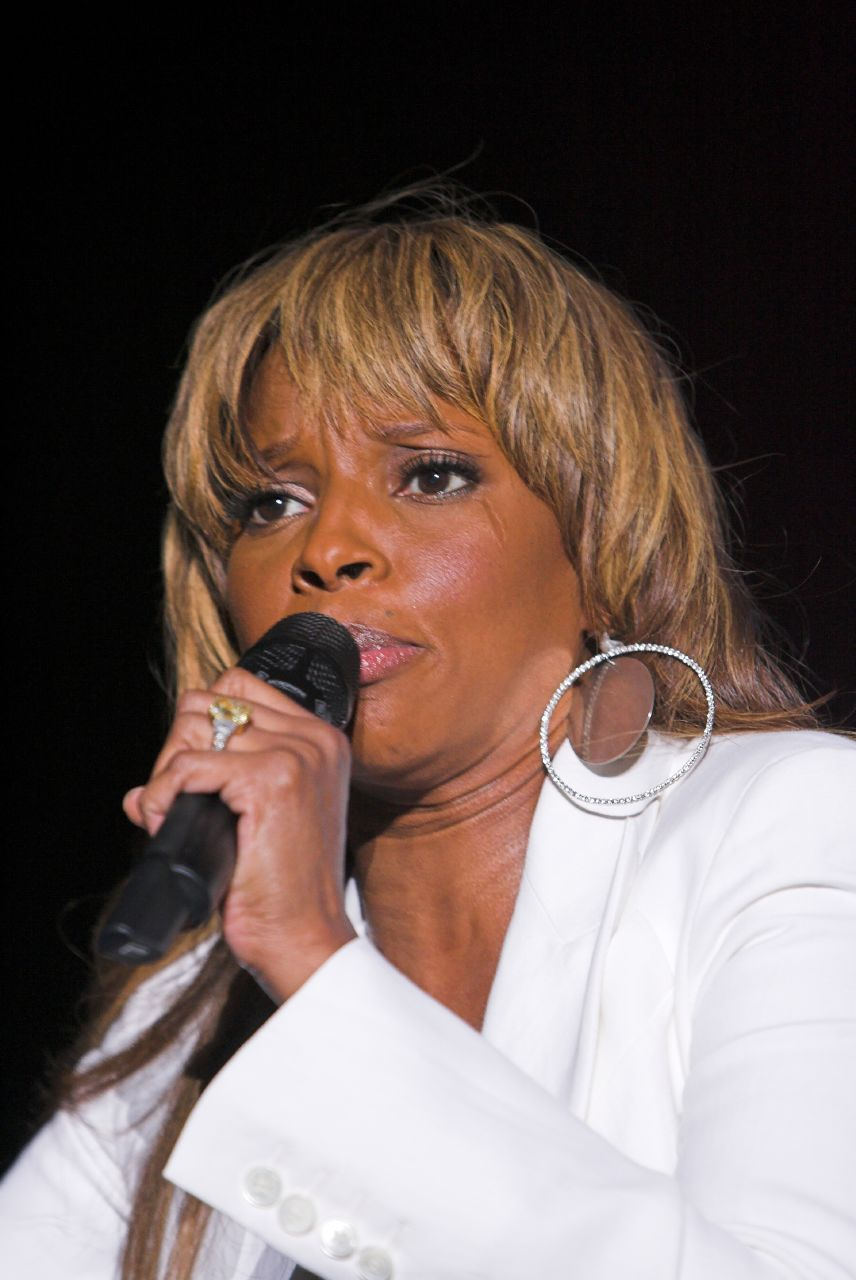
25. Mary J. Blige
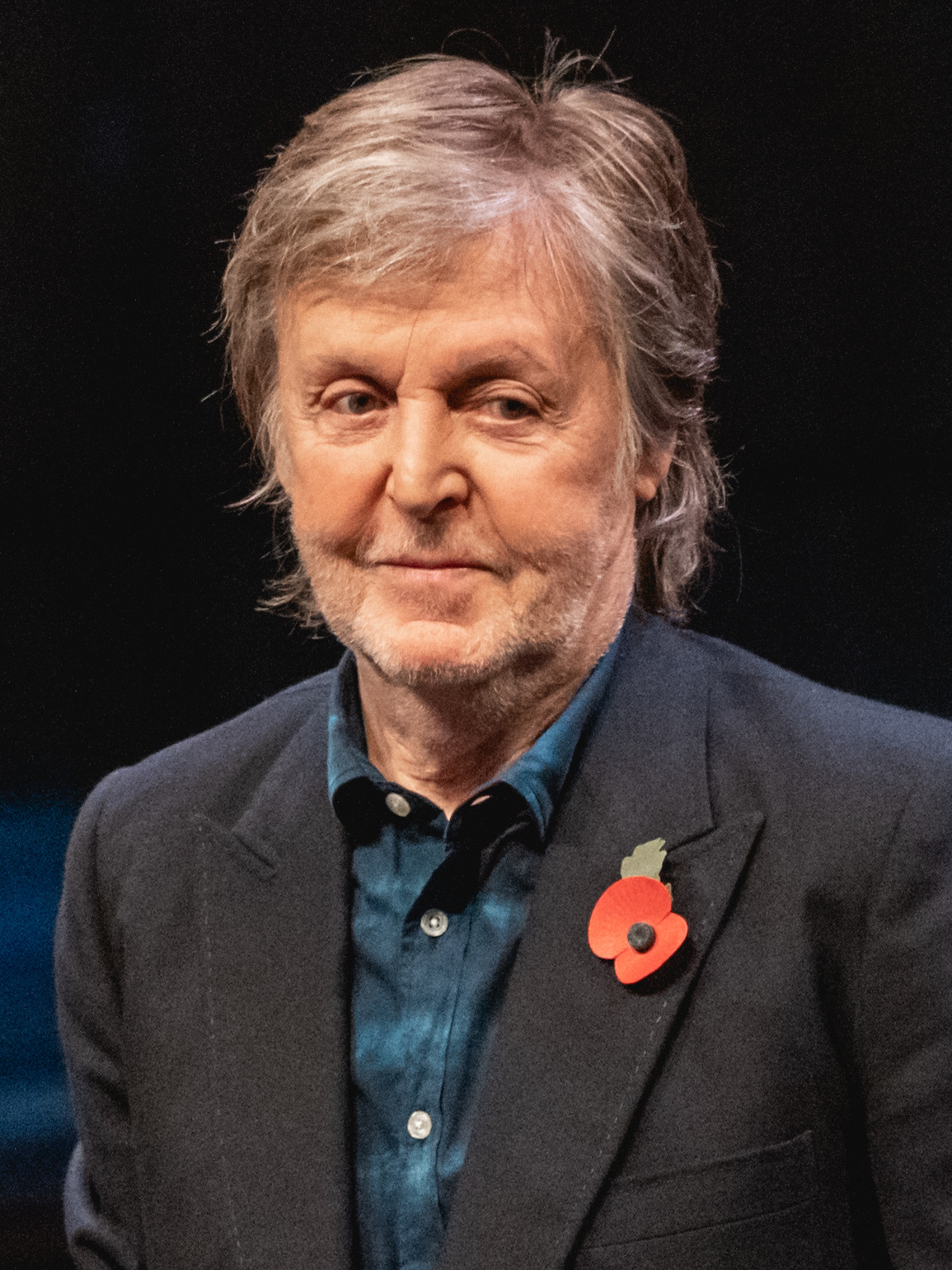
26. Paul McCartney
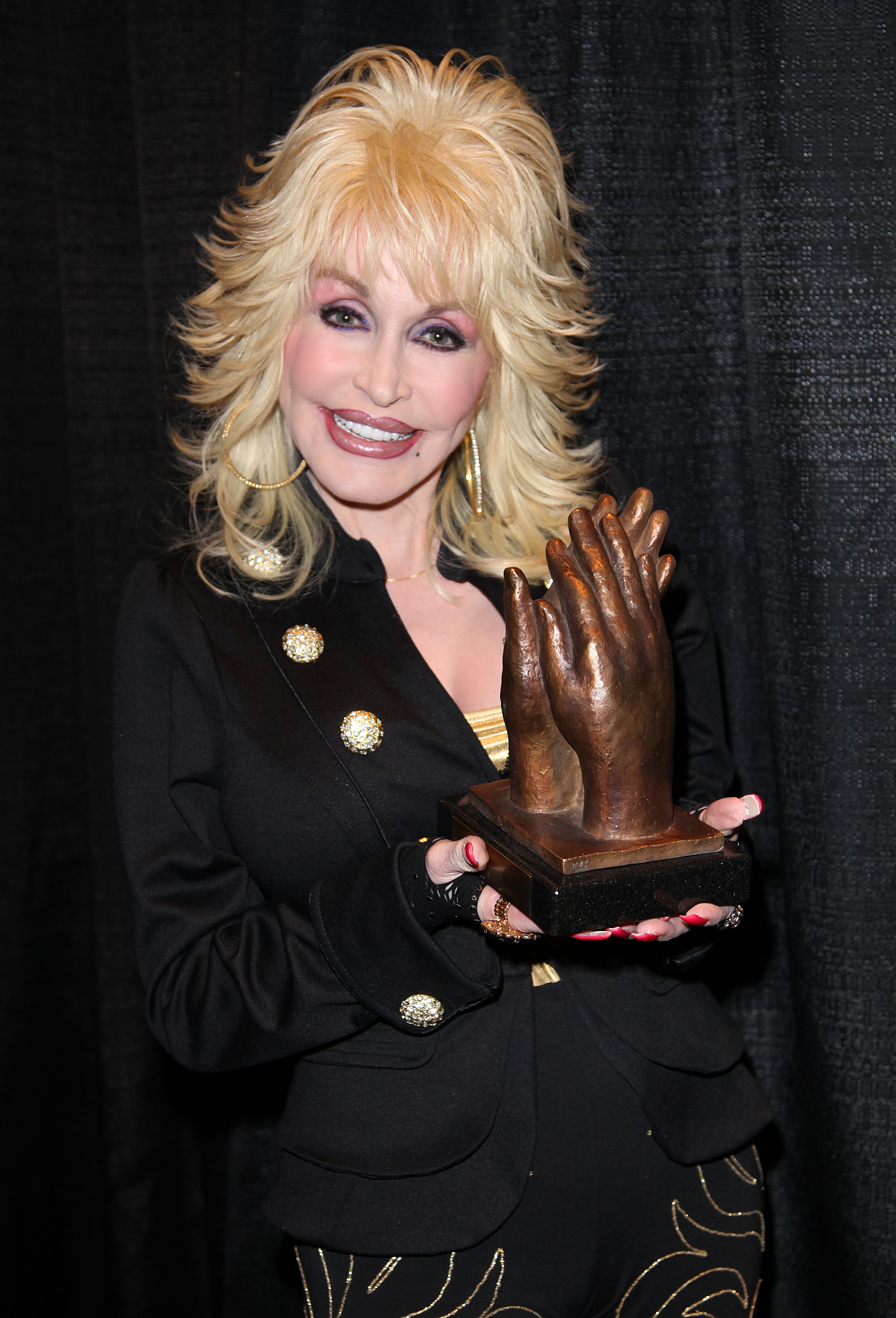
27. Dolly Parton
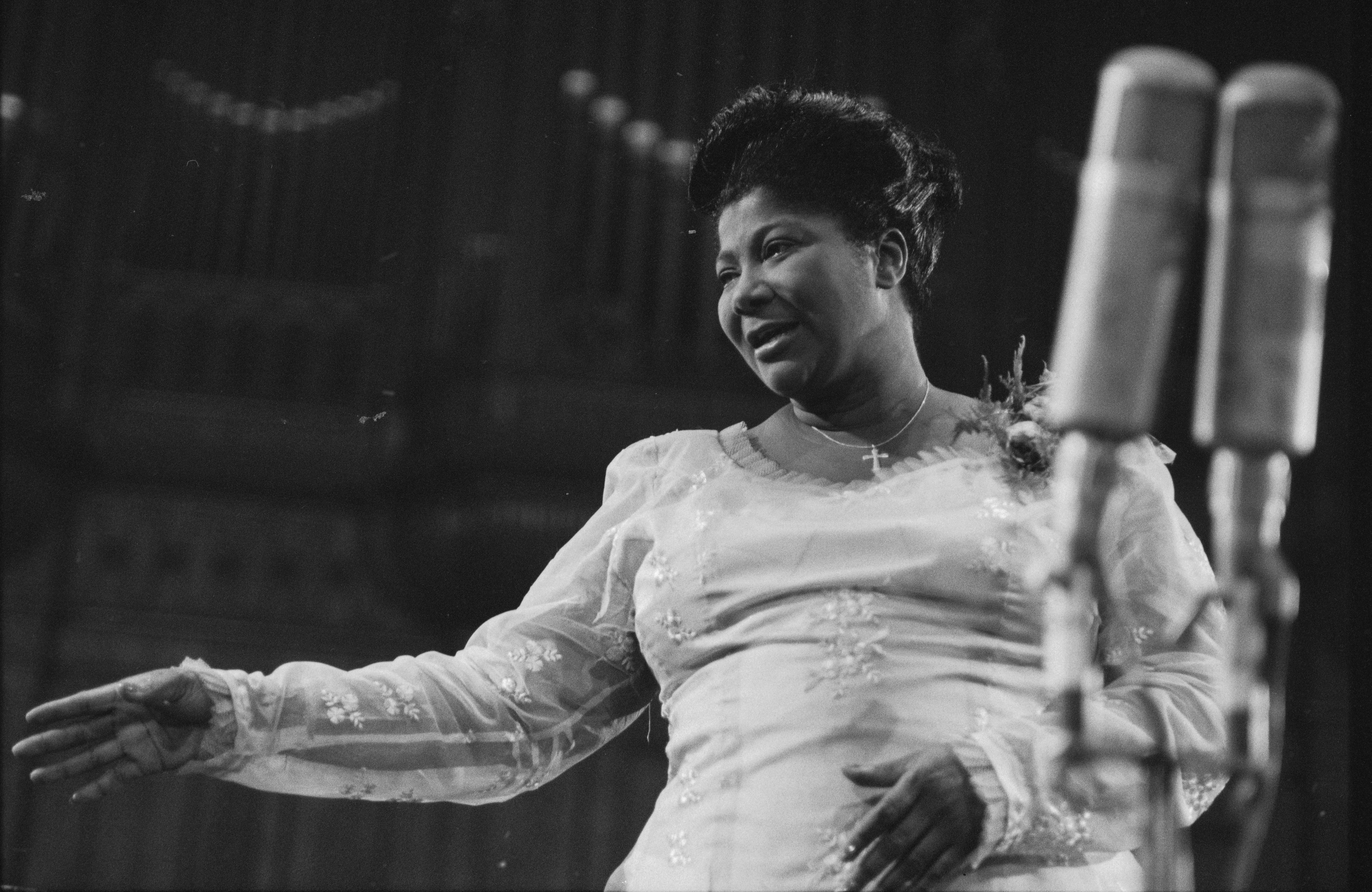
28. Mahalia Jackson
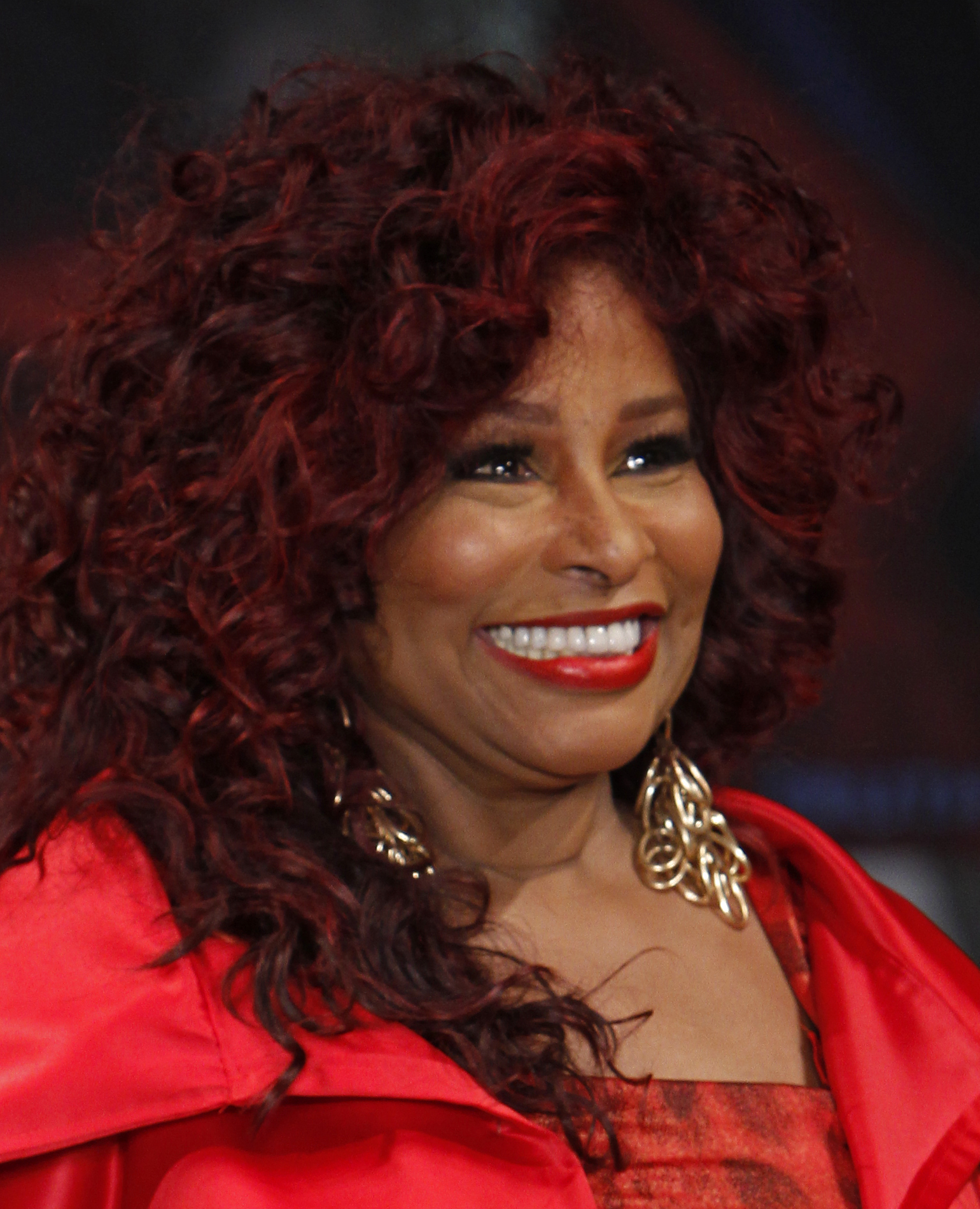
29. Chaka Khan
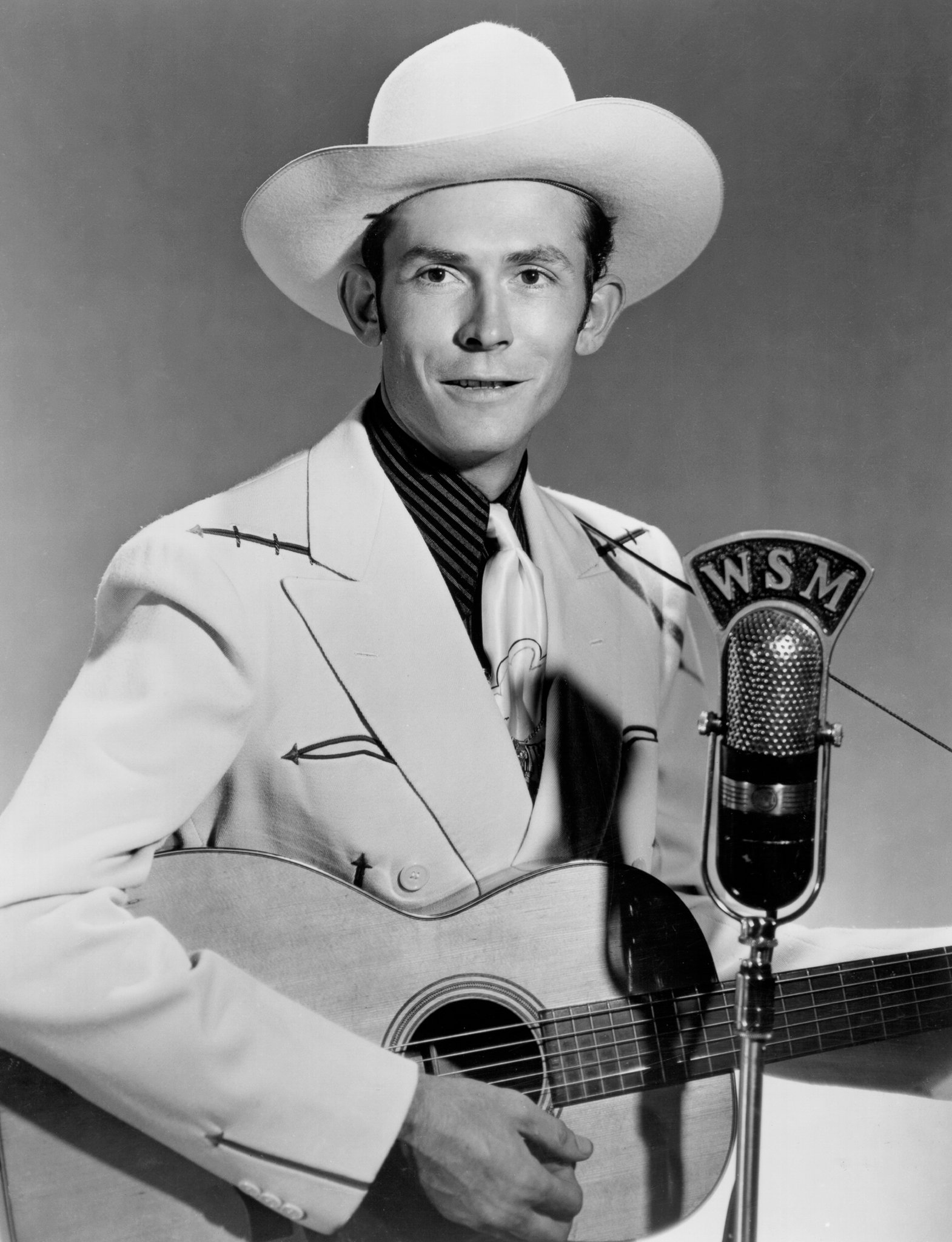
30. Hank Williams

31 - Luther Vandross
32 - David Bowie
33 - Bessie Smith
34 - Thom Yorke
35 - Dusty Springfield
36 - Kurt Cobain
37 - Van Morrison
38 - Curtis Mayfield
39 - Louis Armstrong
40 - Aaliyah
41 - Etta James
42 - Teddy Pendergrass
43 - Ariana Grande
44 - James Brown
45 - Ella Fitzgerald
46 - The Staple Singers
47 - Linda Ronstadt
48 - Toni Braxton
49 - Rod Stewart
50 - Joni Mitchell
51 - Sade
52 - Mick Jagger
53 - Miriam Makeba
54 - Willie Nelson
55 - Tina Turner
56 - Barry White
57 - Brian Wilson
58 - Lady Gaga
59 - Howlin' Wolf
60 - Kate Bush
61 - Umm Kulthum
62 - George Michael
63 - Robert Plant
64 - Björk
65 - Minnie Riperton
66 - David Ruffin
67 - Dennis Brown
68 - Rihanna
69 - Youssou N’Dour
70 - Ronnie Spector
71 - Roy Orbison
72 - Muddy Waters
73 - Héctor Lavoe
74 - Patti LaBelle
75 - D'Angelo
76 - Wilson Pickett
77 - Bruce Springsteen
78 - Janis Joplin
79 - Emmylou Harris
80 - Chris Cornell
81 - João Gilberto
82 - Steve Perry
83 - Amy Winehouse
84 - Lata Mangeshkar
85 - Johnny Cash
86 - Michael Jackson
87 - Diana Ross
88 - Jimmie Rodgers
89 - Selena
90 - Gal Costa
91 - Nusrat Fateh Ali Khan
92 - Anita Baker
93 - Stevie Nicks
94 - Toots Hibbert
95 - Vicente Fernández
96 - Chuck Berry
97 - Usher
98 - Bob Marley
99 - Clyde McPhatter
100 - Elton John
101 - Gladys Knight
102 - Taylor Swift
103 - Leonard Cohen
104 - Aaron Neville
105 - Eddie Vedder
106 - Bill Withers
107 - Lou Reed
108 - Caetano Veloso
109 - Roger Daltrey
110 - The Weeknd
111 - Fiona Apple
112 - Ozzy Osbourne
113 - La India
114 - Chrissie Hynde
115 - Erykah Badu
116 - Chet Baker
117 - Patti Smith
118 - John Fogerty
119 - Barrington Levy
120 - Charlie Rich
121 - Jackie Wilson
122 - Donna Summer
123 - Karen Carpenter
124 - Robert Johnson
125 - Joe Strummer
126 - Donny Hathaway
127 - Tammy Wynette
128 - Florence Welch
129 - Rob Halford
130 - Courtney Love
131 - Jeff Buckley
132 - Loretta Lynn
133 - Neil Young
134 - Axl Rose
135 - IU
136 - Lauryn Hill
137 - El DeBarge
138 - Merle Haggard
139 - Rocío Dúrcal
140 - Bono
141 - Christina Aguilera
142 - Russell Thompkins Jr.
143 - Luciano
144 - Darlene Love
145 - PJ Harvey
146 - Ruth Brown
147 - Barbra Streisand
148 - Levon Helm
149 - Wanda Jackson
150 - Bryan Ferry
151 - Martha Reeves
152 - Michael Stipe
153 - Mahlathini
154 - Dion
155 - Corin Tucker
156 - George Strait
157 - Robert Smith
158 - Carrie Underwood
159 - Mississippi John Hurt
160 - Mercedes Sosa
161 - Brenda Lee
162 - Françoise Hardy
163 - Bobby "Blue" Bland
164 -  Sandy Denny
165 - Ronnie James Dio
166 - Morrissey
167 - Marc Anthony
168 - Debbie Harry
169 - Sylvester
170 - Chris Stapleton
171 - Odetta
172 - Juan Gabriel
173 - Marianne Faithfull
174 - Buddy Holly
175 - Lana Del Rey
176 - Iggy Pop
177 - Patty Loveless
178 - Tabu Ley Rochereau
179 - Martha Wash
180 - SZA
181 - Bob Seger
182 - Jazmine Sullivan
183 - Solomon Burke
184 - Karen O
185 - Alicia Keys
186 - Ofra Haza
187 - Bonnie Raitt
188 - Fela Kuti
189 - Joan Baez
190 - Frank Ocean
191 - Jung Kook
192 - Anohni
193 - Brandy Norwood
194 - Kelly Clarkson
195 - Poly Styrene
196 - Paul Westerberg
197 - Burna Boy
198 - Billie Eilish
199 - Glenn Danzig
200 - Rosalía